# Химикотехнологичен и металургичен университет
Химикотехнологичният и металургичен университет (съкратено ХТМУ) е висше училище в София.
ХТМУ е утвърден образователен и научноизследователски център, чиято мисия е да подготвя висококвалифицирани инженери, технолози и мениджъри по всички образователни степени в областта на химичните технологии, металургията, автоматизацията, биотехнологиите, екологията и управлението и да развива задълбочени фундаментални и приложни научни изследвания.

## История
Началото на висшето химико-технологично образование в България е поставено през 1945 г. със създаването на Отдел по индустриална химия към Машинния факултет на Държавната политехника. С указ на Президиума на Народното събрание от 10 юни 1953 г. Държавната политехника се разделя на 4 самостоятелни висши технически института, сред които е Химикотехнологичният институт (ХТИ) с 2 факултета – Инженерно-химичен и Металургичен, с общо 11 специалности.
Бързата индустриализация в следвоенните години и по-специално интензивното развитие на химичната и металургична промишленост в края на 1950-те години дава нов тласък в развитието на химико-технологичното и металургично образование. През 1953 г. се въвежда задочна форма на обучение, а от 1959 г. рязко се увеличава приемът на студенти.
През 1960 г. се създава Научноизследователски сектор, чието предназначение е да решава технологични проблеми на промишлените предприятия. С това Химикотехнологичният институт се оформя като учебен и научноизследователски център в областта на химията и металургията.
С решение на Министерския съвет през 1963 г. ХТИ става Висш химикотехнологичен институт (ВХТИ), а през 1995 г. с решение на Народното Събрание е преименуван на Химикотехнологичен и металургичен университет (ХТМУ).

## Академичен състав
За пръв ректор на новосъздадения Химикотехнологичен институт през 1953 г. е избран проф. д-р Борис Загорчев. Принос за организирането на химико-технологичното образование в България и създаването на ХТИ (днешния ХТМУ) имат: проф. д-р Никола Коларов, проф. Захари Караугланов, проф. д-р Борис Загорчев, чл.-кор. проф. Владимир Кабаиванов, проф. д-р Димитър Джоглев, проф. дтн Димчо Димитров и др.
От самото му създаване до днес в ХТМУ са работили и работят много преподаватели и научни сътрудници, които са дали своя принос за развитието на химико-технологичното и металургично образование и наука и за подпомагане на българската промишленост. Сред тях се открояват имената на учени като акад. Стефан Христов, чл.-кор. проф. Любомир Желязков, чл.-кор. Чавдар Иванов, проф. Петко Николински, проф. Михаил Герасимов и др., които имат съществен принос за издигане на авторитета на Университета и международното признание на българската химична и металургична наука.
Академичният съвет е орган за ръководство на учебната, научната, производствената и други дейности, извършвани в ХТМУ. Избира се от УОС и се състои от 75 % хабилитирани, 15 % нехабилитирани и 10 % студенти и докторанти. Ректорът е член на АС по право и негов председател.

## Университетско общо събрание
Университетското общо събрание е висш колективен орган за управление на ХТМУ. В него участват всички хабилитирани членове на академичния състав, представители на нехабилитираните преподаватели, служителите, студентите и докторантите по определена квота.
Председател: доц. д-р инж. Николай Карев

## Контролен съвет
Контролният съвет се избира от Университетското общо събрание и осъществява вътрешния контрол върху дейността в ХТМУ.
Председател: доц. д-р Ивайло Гугов

## Студентски съвет
Студентският съвет се състои от всички студенти и докторанти, членове на Университетското общо събрание. Това е орган, избиран от студентите за защита на техните общи интереси.
Председатели:
- Люба Иванова, 2000 – 2002 г.
- Станислава Владимирова, 2002 г.
- Милена Кирилова, 2002 г.
- Елена Кирилова, 2002 – 2003 г.
- Мартин Ранчев, 2003 – 2004 г.
- Мирослав Гунов, 2004 – 2006 г.
- Анета Ботева, 2006 – 2009 г.
- Стайко Стайков, 2009 – 2011 г.
- Кирил Апостолов, 2011 – 2013 г.
- Николай Яворов, 2013 – 2015 г.
- Светослав Цоков, 2015 – 2016 г.
- Моника Иванова, 2016 – 2019 г.
- Нора Ангелова, от 2019 г.

## Ректори
- проф. д-р Борис Загорчев, 1953 – 1958 г.
- чл.-кор. проф. Чавдар Иванов, 1958 – 1962 г.
- проф. д-р Кирил Димов, 1962 – 1963 г.
- проф. Крум Каишев, 1963 – 1964 г.
- акад. Стефан Христов, 1964 – 1966 г.
- проф. д-р Кирил Димов, 1966 – 1968 г.
- проф. д-р Михаил Герасимов, 1968 – 1970 г.
- проф. дтн Димчо Димитров, 1970 – 1976 г.
- проф. дтн Милчо Натов, 1976 – 1981 г.
- проф. дтн Александър Асенов, 1981 – 1986 г.
- проф. дхн Светла Райчева, 1986 – 1989 г.
- проф. дтн Иван Божов, 1989 – 1993 г.
- проф. дтн Камен Велев, 1993 – 2003 г.
- доц. д-р Кирил Станулов, 2003 – 2007 г.
- доц. д-р Борис Стефанов, 2007 – 2011 г.
- проф. д-р Митко Георгиев, от 2011 – 2019 г.
- проф. д-р Сеня Терзиева, от 2019 г.

## Структура
Основните структурни звена на ХТМУ са:
- Факултет по химични технологии
- Факултет по химично и системно инженерство
- Факултет по металургия и материалознание
- Деканат за продължаващо и дистанционно обучение
- Учебни центрове:
  - Център по екология;
  - Център по френскоезиково обучение;
  - Център по европейско качество;
  - Университетски компютърен център;
  - Централна научноизследователска лаборатория;
  - Център за немскоезиково обучение;
  - Център по материалознание (англоезично обучение);
  - Център по водородни технологии.

В структурата на ХТМУ е влизал и Технологичният колеж в София, закрит с решение на Министерския съвет от юни 2011 г.